# Friedrich von Rüdiger
Friedrich Alexander von Rüdiger, Fiodor Wasiljewicz Ridigier (ros. Фёдор Васильевич Ридигер; ur. grudzień 1783 w Mitawie, zm. 11 czerwca?/23 czerwca 1856 w Karlowych Warach) – rosyjski generał-adiutant, generał kawalerii i hrabia.
Pochodził z Inflant, był wyznania luterańskiego. Służbę wojskową rozpoczął w Mitawie, od 1800 w pułku huzarów został adiutantem generał-majora Pahlena.
Brał udział w wojnach napoleońskich (wojna czwartej koalicji, wojna rosyjsko-szwedzka (1808–1809), kampania w 1812, wojna szóstej koalicji), w VIII wojnie rosyjsko-tureckiej, tłumieniu powstania listopadowego i powstania węgierskiego 1848–1849. W 1855 zakończył służbę.